# Коронация Николая I в Варшаве
Коронация Николая I и его супруги Александры Фёдоровны в Варшаве — первая и единственная коронация царя и его супруги в Царстве Польском. Состоялась 12 (24) мая 1829 в Сенаторском зале Королевского замка. Во время коронования использовалась корона Анны Иоанновны (которая с тех пор также называется «Польской»), поскольку все короны Королевства Польского в 1795 году по приказу Фридриха Вильгельма III были вывезены в Пруссию и уничтожены.
В 1815 году, при присоединении герцогства Варшавского, Александр I ввел в Царстве Польском конституцию. В 1825 году, после смерти Александра I, в ходе подавления восстания декабристов Николай I стал императором и, согласно польской конституции, короновался в Варшаве. После подавления польского восстания 1831 года конституция Царства Польского была отменена.
Примечательна история с выбором коронационного меча. Николай I не имел возможности использовать известный польский коронационный атрибут – меч «Щербец», который считался уничтоженным прусской армией в 1795 году. Выбор пал на меч польского короля Яна Собеского, известного своей победой над турками в Венской битве в 1683 году. Меч был захвачен русскими войсками во время отступления польских легионов Наполеона в 1813 году и в качестве трофея доставлен в Россию. Император придавал большое значение этому мечу, польскому гербу, и в целом коронационной атрибутике. В архивной «Ведомости регалиям и вещам, которые отправляются в Варшаву» 1829 года он фигурирует вместе с императорской короной, скипетром, державой, двумя цепями ордена Белого орла и государственным знаменем.
Статья 45 Польской конституции 1815 года гласила: «Все Наши наследники по престолу Царства Польского обязаны короноваться Царями Польскими в столице согласно обряду, который будет Нами установлен, и приносить следующую клятву: „Обещаюсь и клянусь перед Богом и Евангелием, что буду сохранять и требовать соблюдения Конституционной Хартии всею Моею властью“». В 1832 году, после подавления восстания, император Николай I заменил Конституцию 1815 года на Органический статут.